# Loren Peled
Loren Peled (en hebreo: לורן פלד; Nueva York; 18 de mayo de 1989) es un cantautor y productor discográfico israelí.

## Primeros años
Peled nació en Nueva York , pero su familia regresó a Israel poco después de su nacimiento.Tras aprender a tocar la guitarra a los 13 años, comenzó a escribir y componer canciones. Sirvió en el ejército como cantante y productor en la Banda del Cuerpo de Educación. Tras su servicio militar, comenzó a componer música para anuncios comerciales.
En 2010, se mudó a Nueva York y, simultáneamente, comenzó a escribir canciones para varios artistas en Israel. Escribió algunas de estas canciones para Eyal Golan, Moshe Peretz, Rita, Muki, Shlomi Shabbat, Maya Buskila.
En 2018, regresó a Israel y firmó un contrato discográfico con el sello Helicon. El sencillo debut de su primer álbum, "42 Days", fue un éxito y una de las canciones más escuchadas en la radio en 2018, al igual que su segundo sencillo, "Tibet", que alcanzó el tercer puesto en la lista semanal de MediaForest.Posteriormente, Peled lanzó los sencillos "Leather Away from You", "Dream, Dream" y "To the One Who Escaped".
Todas las canciones fueron escritas por Noam Horev y compuestas y producidas por Peled.En diciembre de 2019, lanzó el EP "42 Days", que contiene todos sus sencillos anteriores, incluyendo una versión especial en vivo de la canción "42 Days".
En abril de 2020, Peled lanzó la primera canción de su próximo álbum, "The Perfect End", creada durante la crisis del coronavirus. En junio de 2020, Peled lanzó otra canción, "Wow", escrita por Noam Horev.
El 5 de febrero de 2024, durante la Guerra de Gaza, lanzó la canción "Tomorrow Will End", una colaboración entre Peled y Noam Horev.La letra describe la dura realidad de los soldados israelíes entre misiones de combate y operaciones militares. El video musical, dirigido por Peled y Horev, también presenta a esposas, hijas de familias desplazadas e hijos de familias en duelo. El 4 de julio  del mismo año, Peled lanzó una nueva canción titulada "Season of the Moon", escrita, compuesta y producida por él mismo.

## Vida privada
Peled está casado con Maya Shoef y vive en Magshimim.

## Discografía

### Canciones
(Fuente: Spotify)
- 42 días (2018)